# Adrian Zach

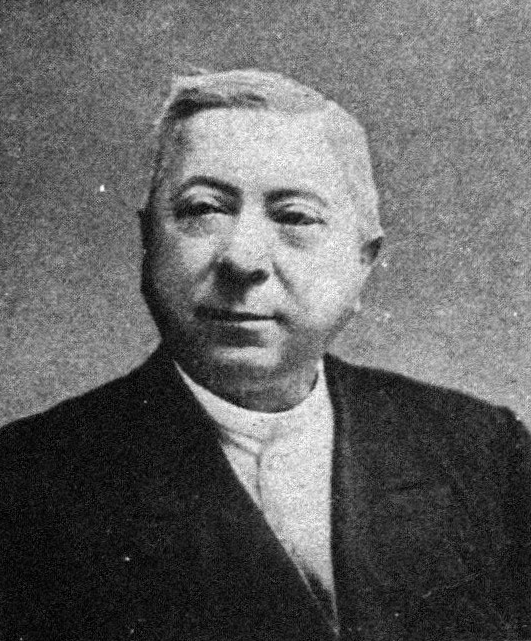
Adrian Zach

Adrian Lambert Zach (* 14. September 1845 in Stallek, Bezirk Znaim, Mähren; † 4. April 1916 in Geras, Niederösterreich) war österreichischer Politiker (Christlichsoziale Partei) und Ordensgeistlicher. Er war Abgeordneter des Österreichischen Abgeordnetenhauses und Abt des Stifts Geras.

## Ausbildung und kirchlicher Werdegang
Zach wurde als Sohn des Landwirts Johann Zach geboren. Er besuchte die Volksschule in seinem Geburtsort Stallek und absolvierte danach ein Jahr in der Realschule sowie zwischen 1858 und 1865 das Gymnasium in Znaim. In der Folge setzte er seine Schulbildung zwischen 1865 und 1866 an den Gymnasien in Brünn bzw. zwischen 1866 und 1867 in Krems fort. Zach besuchte in der Folge von 1867 bis 1869 das Priesterseminar in Brünn und trat 1869 in das Stift Geras ein. Er setzte seine Ausbildung im Priesterseminar zwischen 1870 und 1872 in St. Pölten fort und wurde 1873 zum Priester geweiht.
Im Stift Geras hatte Zach 1872 die Funktion des Waldmeisters inne, 1873 wurde er Kooperator der Stiftspfarre. Er übernahm 1879 die Funktion des Pfarrverwesers in Göpfritz an der Wild, wechselte in dieser Funktion im April 1884 nach Nondorf an der Wild und noch im selben Monat nach Kirchberg an der Wild. 1889 wurde er zum Abt des Stifts Geras gewählt.

## Politik und Funktionen
Zach wurde 1893 Vizepräsident des landwirtschaftlichen Bezirksvereins Horn und übernahm 1906 die Funktion des Präsidenten. Er war zudem von 1906 bis 1916 Vizepräsident des Landes-Obstbau-Vereins für Niederösterreich und bis 1916 Obmann des Aufsichtsrates des Spar- und Darlehenskassenvereins für Geras und Umgebung. 1898 gehörte er zu den Gründern des Christlich-Sozialen Vereins in Geras und Umgebung, als dessen Obmann Zach auch fungierte. Zudem war Zach Obmann des Bezirksarmenrates Geras, Mitglied des Bezirksschulrates Horn und Mitglied des Landesschulrates von Niederösterreich.
Zach trat bei der Reichsratswahl 1907 im Wahlbezirk 58 für die Christlichsoziale Partei an und konnte sich mit 62 Prozent im ersten Wahlgang durchsetzen. Er gehörte dem Abgeordnetenhaus des Reichsrates in der XI. Legislaturperiode zwischen dem 17. Juni 1907 und dem 30. März 1911 an und war Mitglied im Klub der Christlichsozialen Vereinigung.

## Auszeichnungen
- Ehrenbürger der Gemeinden Drosendorf, Altstadt-Drosendorf, Fronsburg, Geras, Oberhöflein, Kottaun, Langau, Thumeritz, Weitersfeld, Heufurth, Pleissing, Waschbach, Goggitsch und Fratting
- Komtur des Franz-Joseph-Ordens
- Rat seiner Majestät
- Ehrenmitglied der katholischen Studentenverbindung KÖStV Nibelungia Wien